# Oliver Hilmes

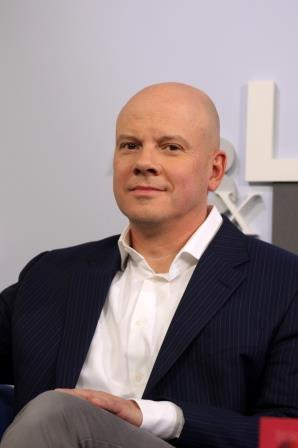
Oliver Hilmes (2016)

Oliver Hilmes (* 1971 in Viersen) ist ein deutscher Historiker, Publizist und Kulturmanager.

## Leben
Oliver Hilmes studierte Geschichte, Politik und Psychologie an den Universitäten Marburg, Paris-Sorbonne und Potsdam. Er hat bei Christoph Kleßmann über Geschichte des zwanzigsten Jahrhunderts promoviert und arbeitet seit 2002 für die Stiftung Berliner Philharmoniker. Als persönlicher Referent des Intendanten Franz Xaver Ohnesorg wirkte er 2002 u. a. an der Einführung des Education-Programms der Berliner Philharmoniker sowie an der Umwandlung des Orchesters in eine Stiftung mit. Heute ist er für die Stiftung Berliner Philharmoniker als Chefredakteur des Magazins Phil sowie als Kurator für Sonderprojekte tätig.
Oliver Hilmes war Mitglied im Vorstand der Karg-Elert-Gesellschaft e. V. (u. a. 1996–2013 als Geschäftsführer), die die künstlerische und wissenschaftliche Auseinandersetzung mit dem Werk des Komponisten und Musiktheoretikers Sigfrid Karg-Elert fördert. Darüber hinaus berät Oliver Hilmes Kulturinstitute in Fragen der Öffentlichkeitsarbeit. Für die Stiftung Schloss Neuhardenberg verantwortete er 2015 die Neuausrichtung ihrer Kommunikationsarbeit sowie den Kulturmarkenrelaunch.
Bekannt wurde Oliver Hilmes durch seine Biografien über Alma Mahler-Werfel, Cosima Wagner und Ludwig II., die es auch in die Bestsellerliste des Spiegels schafften. Sein Buch über die Olympischen Spiele von Berlin 1936 wurde in zahlreiche Sprachen übersetzt und mit renommierten Literaturpreisen ausgezeichnet. 
Tilman Krause, der Literaturkritiker der Tageszeitung Die Welt, bezeichnete ihn 2007 als „das Wunderkind unter den deutschen Biografen“. Oliver Hilmes veröffentlicht regelmäßig in der Tageszeitung Die Welt sowie in den Magazinen und Programmbüchern der Berliner Philharmoniker, der Staatsoper München, des Gewandhauses Leipzig und des Beethovenfestes Bonn. Einladungen zu Lesungen und Vorträgen führten Hilmes in die Berliner Philharmonie, in das Berliner Ensemble und in das Wiener Konzerthaus, in die Villa Aurora und in das Goethe-Institut in Los Angeles sowie in zahlreiche Buchhandlungen, Literaturhäuser und Bibliotheken. Hilmes lebt in Berlin.

## Preise und Auszeichnungen
- 2008: Geisteswissenschaften International – Preis zur Förderung der Übersetzung geisteswissenschaftlicher Literatur für Herrin des Hügels. Das Leben der Cosima Wagner (Siedler)
- 2013: Prix des Muses (Prix spécial du jury) für Cosima Wagner. La maîtresse de la colline (Éditions Perrin)
- 2018: William Hill Sports Book of the Year (Shortlist) für Berlin 1936. Sixteen Days in August (The Bodley Head)
- 2019: The Sporting Club General Outstanding Book of the Year 2019 für Berlin 1936. Sixteen Days in August (The Bodley Head)

## Publikationen (Auswahl)
- Im Fadenkreuz. Politische Gustav-Mahler-Rezeption 1919–1945. Eine Studie über den Zusammenhang von Antisemitismus und Kritik an der Moderne. Dissertation der Universität Potsdam 2002; Peter Lang Verlag, Frankfurt am Main 2003, ISBN 3-631-51041-1.
- Der Streit ums „Deutsche“. Alfred Heuß und die Zeitschrift für Musik. Von Bockel, Hamburg 2003, ISBN 3-932696-43-3.
- Witwe im Wahn. Das Leben der Alma Mahler-Werfel. Siedler, München 2004, ISBN 3-88680-797-5; weitere Auflagen; Hörbuch, gelesen von Paulus Manker, 2 CDs. Random House Audio, Köln 2006, ISBN 978-3-86604-232-2.
- Herrin des Hügels. Das Leben der Cosima Wagner. Siedler, München 2007, ISBN 978-3-88680-836-6; Hörbuch, gelesen von Elke Heidenreich, 4 CDs. Random House Audio, Köln 2007, ISBN 978-3-86604-769-3.
  - Englische Ausgabe: Cosima Wagner. The Lady of Bayreuth. Yale University Press, 2010, ISBN 0-300-15215-9.
- Cosimas Kinder. Triumph und Tragödie der Wagner-Dynastie. Siedler, München 2009, ISBN 978-3-88680-899-1; Pantheon, München 2010, ISBN 978-3-570-55132-5.
- Mit Gustav Mahler in Viersen. In: Elke Heidenreich (Hrsg.): Ein Traum von Musik, 46 Liebeserklärungen. Edition Elke Heidenreich bei C. Bertelsmann, München 2010, ISBN 978-3-570-58014-1; auch als Hörbuch bei Random House Audio, 2010, ISBN 3-8371-0419-2.
- Liszt. Biographie eines Superstars. Siedler, München 2011, ISBN 978-3-88680-947-9.
- Ludwig II. Der unzeitgemäße König. Siedler, München 2013, ISBN 978-3-88680-898-4.
- Berlin 1936. Sechzehn Tage im August. Siedler, München 2016, ISBN 978-3-8275-0059-5.
- Das Verschwinden des Dr. Mühe. Eine Kriminalgeschichte aus dem Berlin der 30er Jahre. Penguin, München 2020, ISBN 978-3-328-60138-8.
- Schattenzeit. Deutschland 1943: Alltag und Abgründe. Siedler, München 2023, ISBN 978-3-8275-0159-2.[3]
- Ein Ende und ein Anfang: Wie der Sommer 45 die Welt veränderte. Siedler, München 2025, ISBN 978-3827501899.